# Ольгино (Базарно-Карабулакский район)
 Ольгино — село в Базарно-Карабулакском районе Саратовской области в составе сельского поселения Алексеевское муниципальное образование.

## География
Находится на расстоянии примерно 16 километров по прямой на юг от районного центра поселка Базарный Карабулак.

## Население
Постоянное население составляло 1 человек в 2002 году (русской национальности) , 0 в 2010.